# 1810 na música

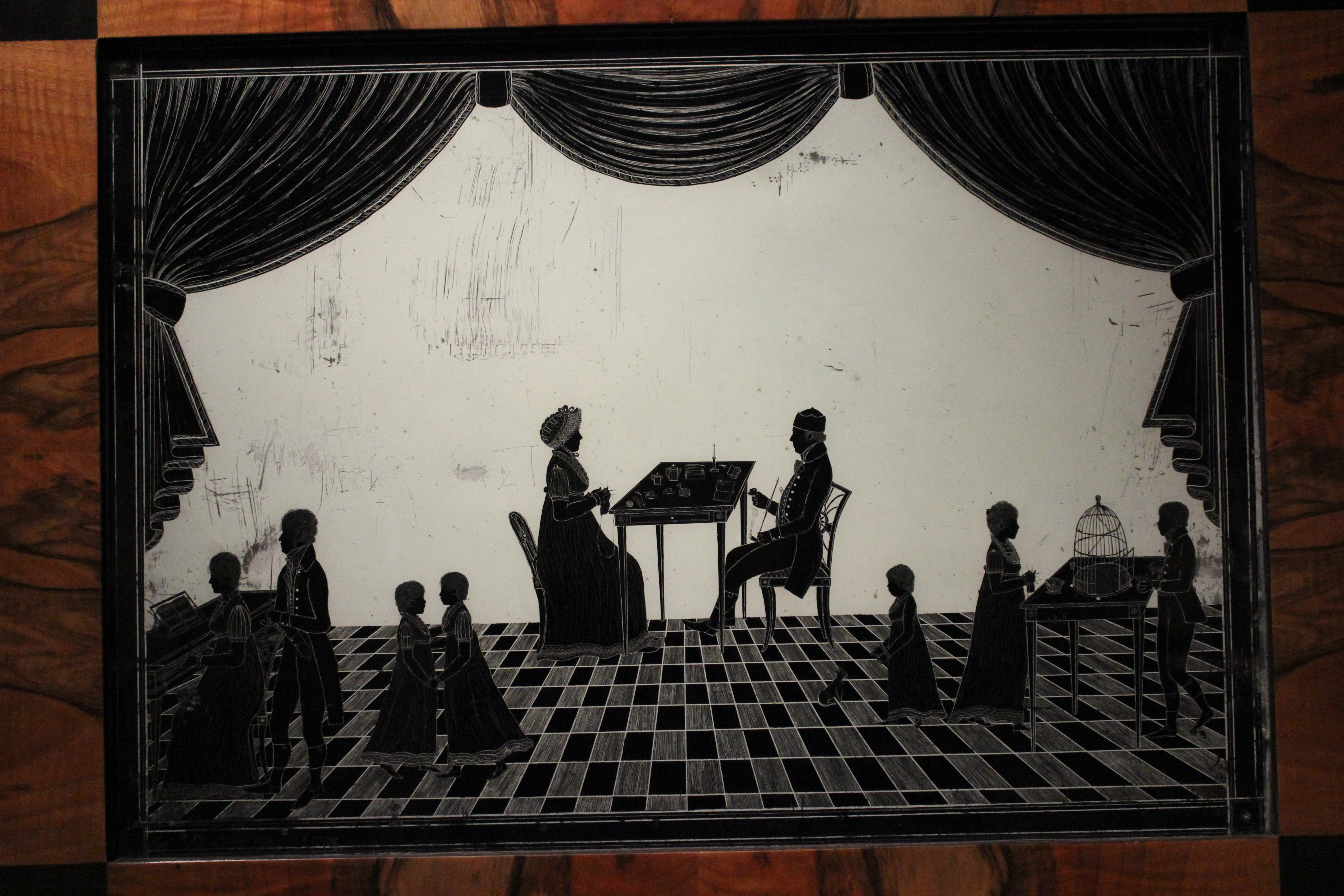
1810 na música

## Nascimentos
| Data       | Nome              | Profissão            | Nacionalidade | Observações | Ref |
| ---------- | ----------------- | -------------------- | ------------- | ----------- | --- |
| 1 de Março | Frédéric Chopin   | compositor           | Polónia       | m. 1849     |     |
| 8 de Junho | Robert Schumann   | compositor           | Alemanha      | m. 1856     |     |
| 9 de Junho | Carl Otto Nicolai | compositor e maestro | Alemanha      | m. 1849     |     |

## Mortes
| Data | Nome | Profissão | Nacionalidade | Observações | Ref |
| ---- | ---- | --------- | ------------- | ----------- | --- |